# 王媯
王媯（?—?），周朝王后。媯姓，西周第六代天子周共王的王后。
传世文献没有记载王媯，根据传世铜器銘文中《愙鼎》，其形制与五年卫鼎、九年卫鼎完全一致，刘启益考定为共王时铜器。愙鼎铭文中有“王为”，或为“王妫”，刘启益推定王妫為共王后妃。